# Lyssomanes santarem
Lyssomanes santarem är en spindelart som beskrevs av Galiano 1984. Lyssomanes santarem ingår i släktet Lyssomanes och familjen hoppspindlar. Inga underarter finns listade i Catalogue of Life.